# Seleccions esportives catalanes
Les seleccions esportives catalanes són les formacions esportives que competeixen representant les respectives federacions catalanes en competicions oficials i amistoses, tant internacionalment com en el si de l'Estat Espanyol.
Algunes d'aquestes seleccions catalanes poden competir internacionalment de manera oficial, en ser reconegudes les federacions catalanes per les respectives federacions internacionals. Tanmateix moltes d'aquestes no ho poden fer així i ho fan com a seleccions autonòmiques en les competicions que organitzen les respectives Federacions Espanyoles, sovint en categories inferiors.
Des de mitjans de la dècada del 1990 es disputen regularment partits amistosos i oficials de caràcter internacional per part de les seleccions absolutes de diversos esports. El poble de Catalunya, amb l'aprovació d'una ILP (Iniciativa Legislativa Popular) per part del Parlament de Catalunya, va expressar la voluntat d'aconseguir que les federacions catalanes puguin ser reconegudes internacionalment. Tot això amb l'impuls de les federacions, el suport de la Generalitat de Catalunya i algunes associacions com la Plataforma Pro Seleccions Esportives Catalanes que treballen per obtenir aquest reconeixement internacional.
Des de finals del segle xx la Plataforma pretén obtenir el reconeixement de les federacions catalanes que no el tenen, i així poder competir internacionalment de forma oficial, com ja havia ocorregut abans de la Guerra Civil espanyola.
A data de desembre de 2009, hi ha 20 federacions catalanes reconegudes internacionalment de manera oficial: Ball esportiu, BikeTrial, Bitlles i Bowling (9-pin i 10-pin), Curses de muntanya, Físic-culturisme, Fistball, Futbol australià, Futbol sala, Fut-tennis, Futvòlei, Icestock, Karate, Korfbal, Patinatge (Hoquei sobre patins, patinatge artístic i patinatge de velocitat), Pitch & putt, Raquetbol, Rugbi lliga, Tamborí, touch rugbi i twirling.
Pel que fa al kickboxing, no inclòs en la relació anterior, Xavi Moya, va competir internacionalment representant Catalunya, guanyant el Campionat Mundial de Full-Contact sota la senyera.
Actualment hi ha al voltant de 50 "països esportius" al món, incloent-hi Catalunya, que participen en competicions oficials en determinades modalitats esportives sense disposar d'un estat independent.
Aquesta tradició històrica, juntament amb el fet que en molts esports són les federacions internacionals (i no els Estats) les que reconeixen les federacions territorials, és el que ha possibilitat el reconeixement internacional d'algunes federacions catalanes i, per tant, de les respectives seleccions per tal de participar en competicions oficials internacionals.

## Història
Les seleccions catalanes van ser en molts esports les pioneres a l'Estat Espanyol, creant-se en molts casos les federacions catalanes anys abans que les espanyoles i tenint presència internacional en les competicions de l'època.
En el decurs del primer terç del segle xx es va produir l'esclat definitiu de l'esport a Catalunya, tot i la variabilitat del context polític de cada època. La progressiva dinamització de la pràctica esportiva, entesa com a element d'oci i de salut, feu aparèixer tot tipus d'entitats que fomentaven l'esport a la majoria de comarques catalanes. Paral·lelament, es creaven associacions o federacions amb la voluntat d'aglutinar esforços i compartir vivències.
Així, ja l'any 1900 es funda la Federació Catalana de Futbol; el 1903, la de Tennis; el 1915, la d'Atletisme; el 1922, la d'Esgrima i la d'Hoquei sobre herba; el 1924, la de Lluita; el 1925, la de Bàsquet; el 1929, la de Beisbol, etc. Totes aquestes associacions tenen un nexe comú: són pioneres a l'Estat espanyol i predecessores de les respectives federacions espanyoles.

### Selecció catalana de rugbi

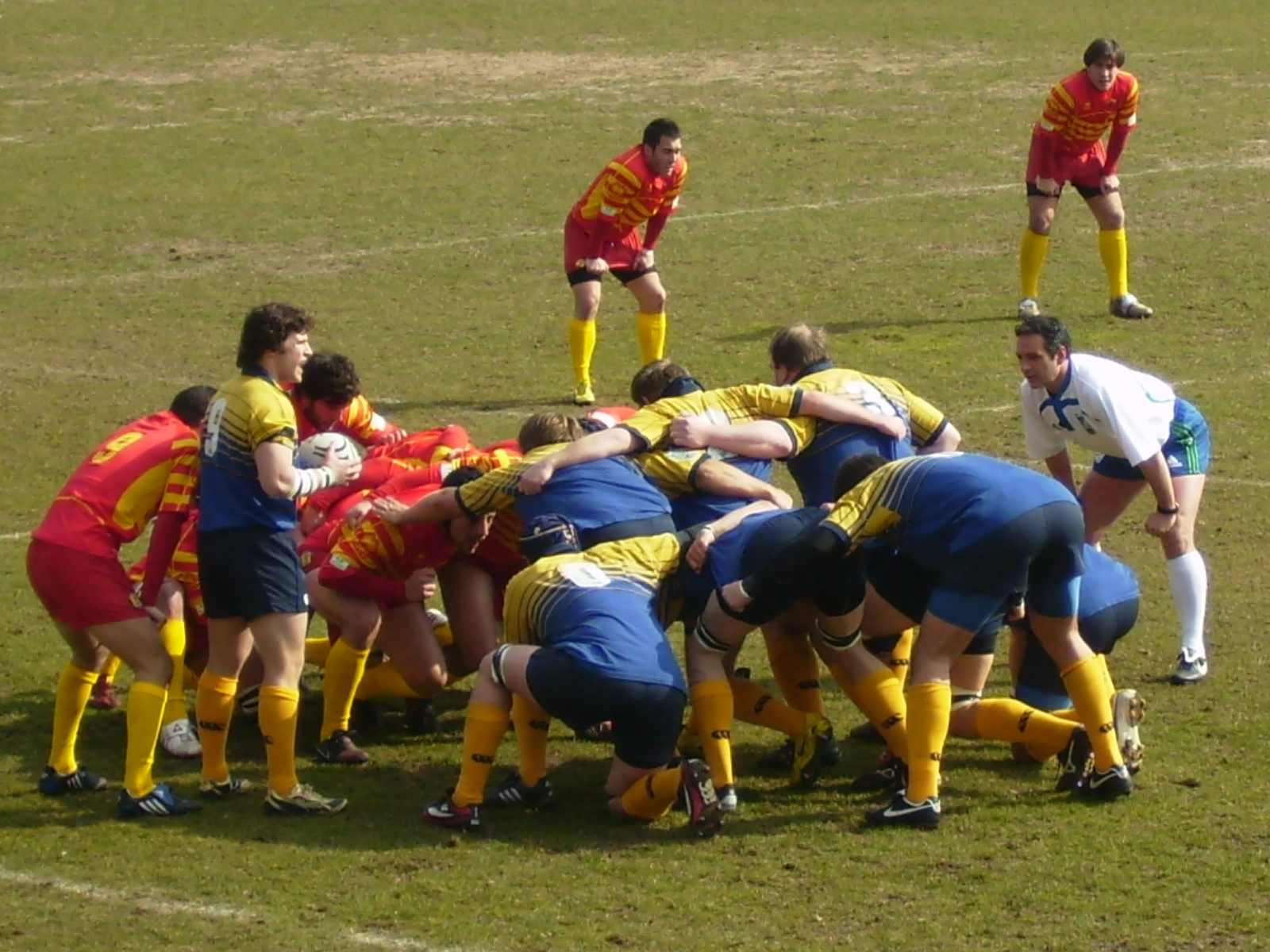
Catalunya-Suècia (2010)

Cas d'especial esment és el de la creació de la Federació Catalana de Rugbi, el 1922. Gràcies als drets que li reconeixia l'Estatut d'Autonomia de 1932 en temes esportius, quan el 1934 es funda a París la Federació Internacional de Rugbi Amateur (FIRA), entre les federacions estatals de França, Itàlia, Alemanya, Txecoslovàquia i Romania, hi figura també la de Catalunya com a fundadora i membre de ple dret.
Això va provocar un incident polític-esportiu notable a l'època. La Federació Espanyola va protestar perquè també en volia formar part, i gràcies a la mediació de la Federació Catalana, va poder adherir-s'hi. Malgrat això es produí un gran malestar a Madrid i la Federació Espanyola va expulsar la Catalana de les competicions estatals. Catalunya va haver d'organitzar la seva pròpia competició i diferents partits oficials internacionals de la selecció catalana de rugbi contra les seleccions de França i Itàlia. Aquesta independència esportiva es perllongà fins al 1940, any en què es prohibí dins del conjunt de mesures repressores de la dictadura de Francisco Franco.

### Selecció catalana de futbol

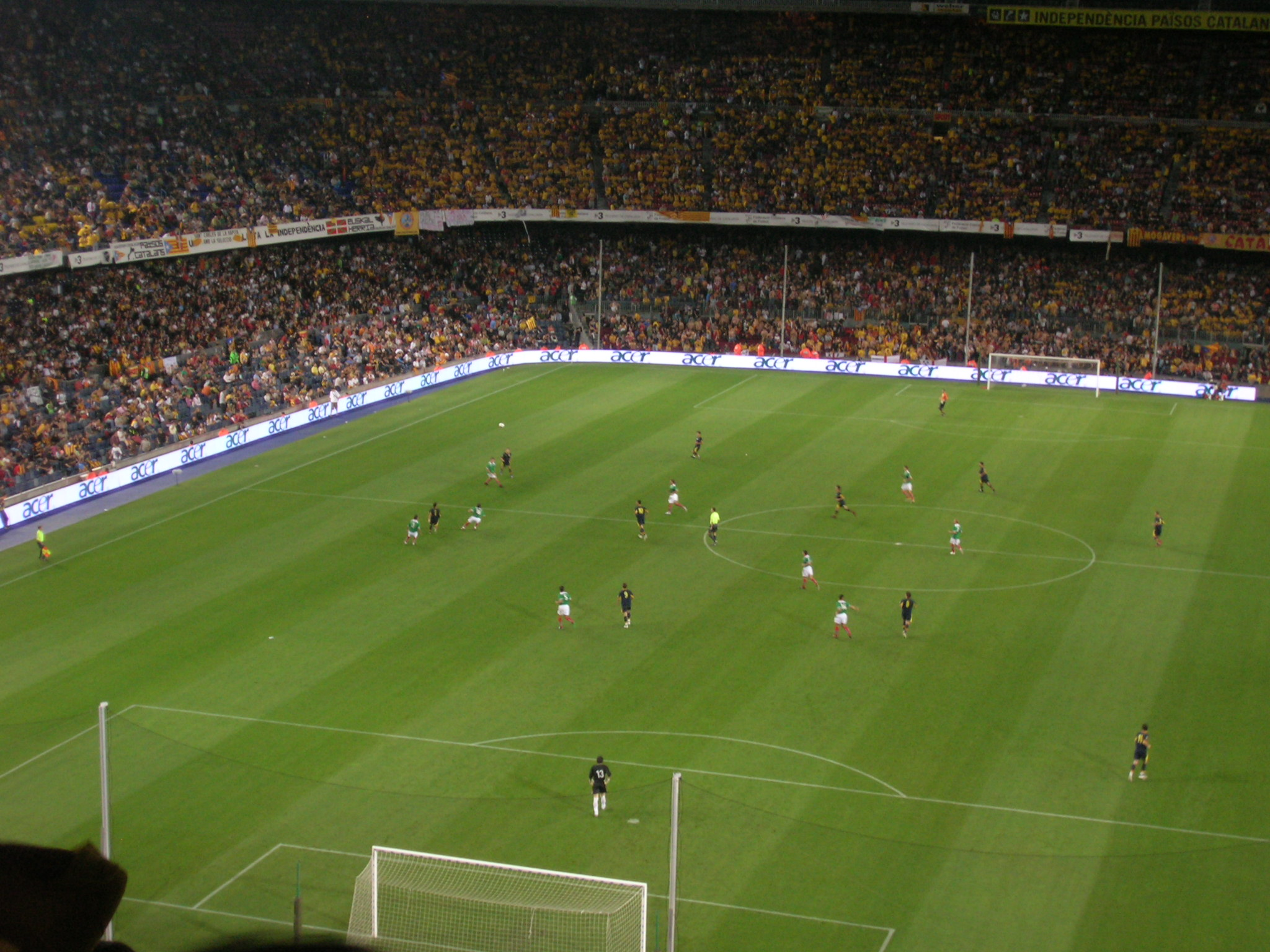
Catalunya-Euskadi (2006)

La selecció catalana de futbol, la primera de les seleccions catalanes de la història, va jugar el primer partit el 1904, un any després de crear-se la Federació Catalana de Futbol. També es va avançar un anys
 a la selecció espanyola, que va fer el seu debut als Jocs Olímpics d'Anvers de l'any 1920). L'any 1912 es produïa el debut internacional seriós contra la selecció de França a l'estadi de Colombes.
El 13 de març de 1924 té lloc un fet històric: un enfrontament Catalunya-Espanya. Es tracta del primer de quatre partits d'aquestes característiques i en el que el combinat català va perdre per 0-7. En la selecció espanyola hi jugaven tres catalans, Zamora, Piera i Samitier; aquest últim autor de dos gols.
Actualment organitza el Trofeu Catalunya Internacional, iniciat l'any 2009.

### Selecció catalana de basquetbol
També la selecció catalana de bàsquet té una llarga trajectòria, que arrenca un 25 de març de 1927, quan s'enfrontà a l'Hindú de Buenos Aires: un equip de jugadors argentins cinc vegades campions d'Amèrica del Sud que van iniciar una gira per Europa. Només havien passat quatre anys des de la celebració del primer Campionat de Catalunya i de l'aparició dels primers equips, l'any 1923.

### Selecció catalana d'handbol

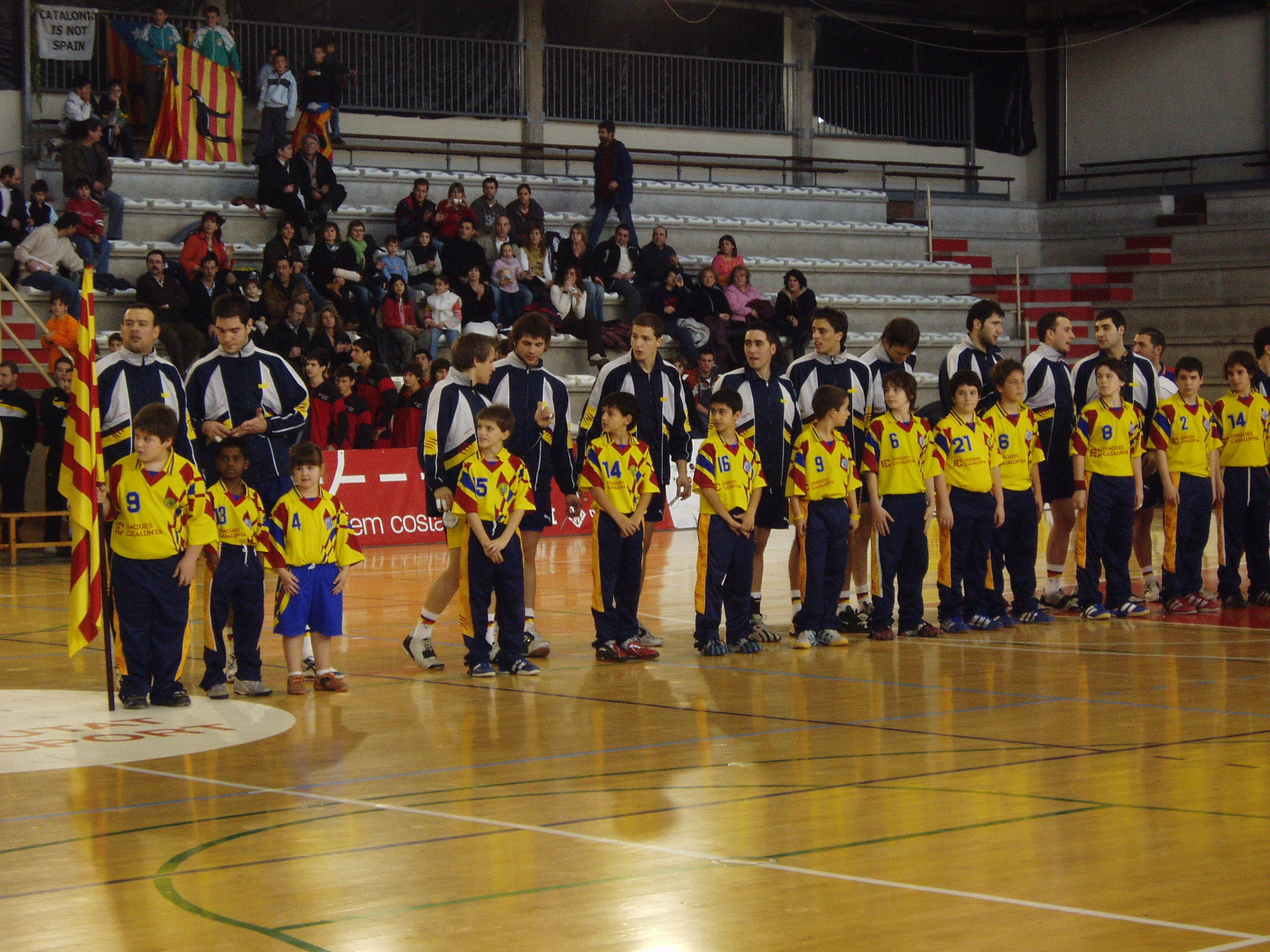
Selecció catalana d'handbol

Té una llarga trajectòria, amb nombroses participacions internacionals.

## Època moderna
La Secretaria General de l'Esport, entre moltes altres prioritats, té la de la internacionalització de l'esport català. Tot i que la major part dels enfrontaments de les seleccions catalanes absolutes avui encara són amistosos, aquest impuls continuat facilita el coneixement internacional de les seleccions catalanes i l'experiència organitzativa de competicions de tot ordre i de tota mena de disciplina esportiva.
Cal destacar la tasca que en pro de l'esport federat català i de la seva participació internacional fa la Unió de Federacions Esportives de Catalunya, amb la col·laboració de la Generalitat. En aquest sentit, la recent creació de la Fundació Catalana per a l'Esport suposa una nova eina per aconseguir una major implicació en la internacionalització de l'esport català i envers les seleccions catalanes.
El 29 de desembre de 2007 es va signar la Declaració de San Mamés, acord de col·laboració en matèria esportiva entre els governs català, basc i gallec.

### Seleccions catalanes reconegudes internacionalment

#### Korfbal

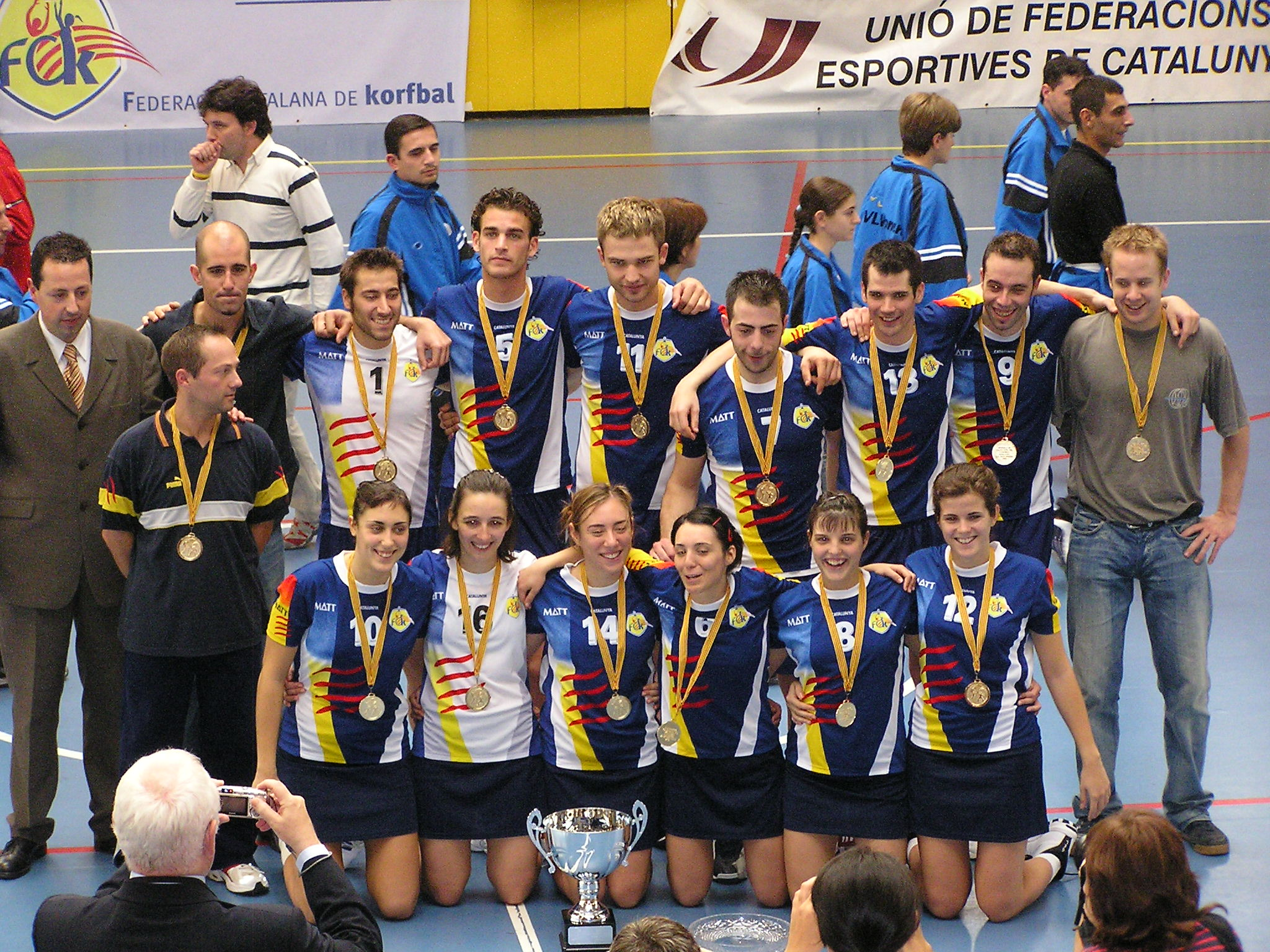
La selecció catalana de korfbal guanyadora del Campionat d'Europa B de seleccions a Terrassa el 2005.

La Federació Catalana de Korfbal ha estat la primera Federació Catalana d'un esport reconegut pel Comitè Olímpic Internacional (COI) que ha obtingut el reconeixement internacional, en ser admesa primer com a membre provisional l'any 1997 i finalment com a membre de ple dret a l'assemblea de la Federació Internacional de Corfbol (IKF), celebrada a Terrassa, el 29 d'octubre de 2005. La selecció catalana de corfbol va debutar l'any 1999 al Campionat del Món d'Austràlia aconseguint la vuitena posició. L'any 2005 van guanyar l'European Bowl. L'any 2010 va aconseguir la cinquena posició al Campionat d'Europa. L'any 2011 va aconseguir la quarta posició al Campionat del Món, essent el millor resultat de la selecció.

#### Pitch and putt
La Federació Catalana de Pitch and Putt (FCPP) té el reconeixement internacional en ser Membre Fundador de l'Associació Europea de Pitch and Putt (EPPA) l'any 1999, juntament amb les associacions d'Irlanda, Gran Bretanya, França, Països Baixos i Itàlia.
L'any 2006, durant la celebració de la 2a Copa del Món a Teià (el Maresme), es constitueix la Federació Internacional de Pitch and Putt (FIPPA), formada per les federacions o associacions d'Austràlia, Catalunya, França, Gran Bretanya, Països Baixos, Irlanda, Itàlia, Noruega, San Marino, Suïssa i Xile.
La selecció catalana de pitch and putt ha guanyat les dues primeres edicions de la Copa del Món, l'any 2004 a Itàlia i l'any 2006 a Catalunya. L'any 2010 va guanyar el Campionat d'Europa, després d'haver aconseguit tres subcampionats (2001, 2003 i 2007).

#### Curses de muntanya
El 21 d'octubre de 2000 la Federació d'Entitats Excursionistes de Catalunya (FEEC) va aconseguir per unanimitat de totes les federacions reunides a París (fins i tot l'espanyola) el seu ingrés mundial. Des d'aleshores, la selecció catalana de curses de muntanya participa en les competicions internacionals, proclamant-se campions del món com a selecció els anys 2005, 2006, 2007, 2008, 2009 i 2010 i des de 2002 de manera individual amb Agustí Roc, Teresa Forn, Anna Serra i Kílian Jornet.

#### Físic-culturisme
L'any 2002 la Federació catalana de Físic-culturisme és admesa a la Union International de Body Building Network (UIBBN), després d'haver-hi competit de manera provisional des de l'any 1999.

#### Futbol sala

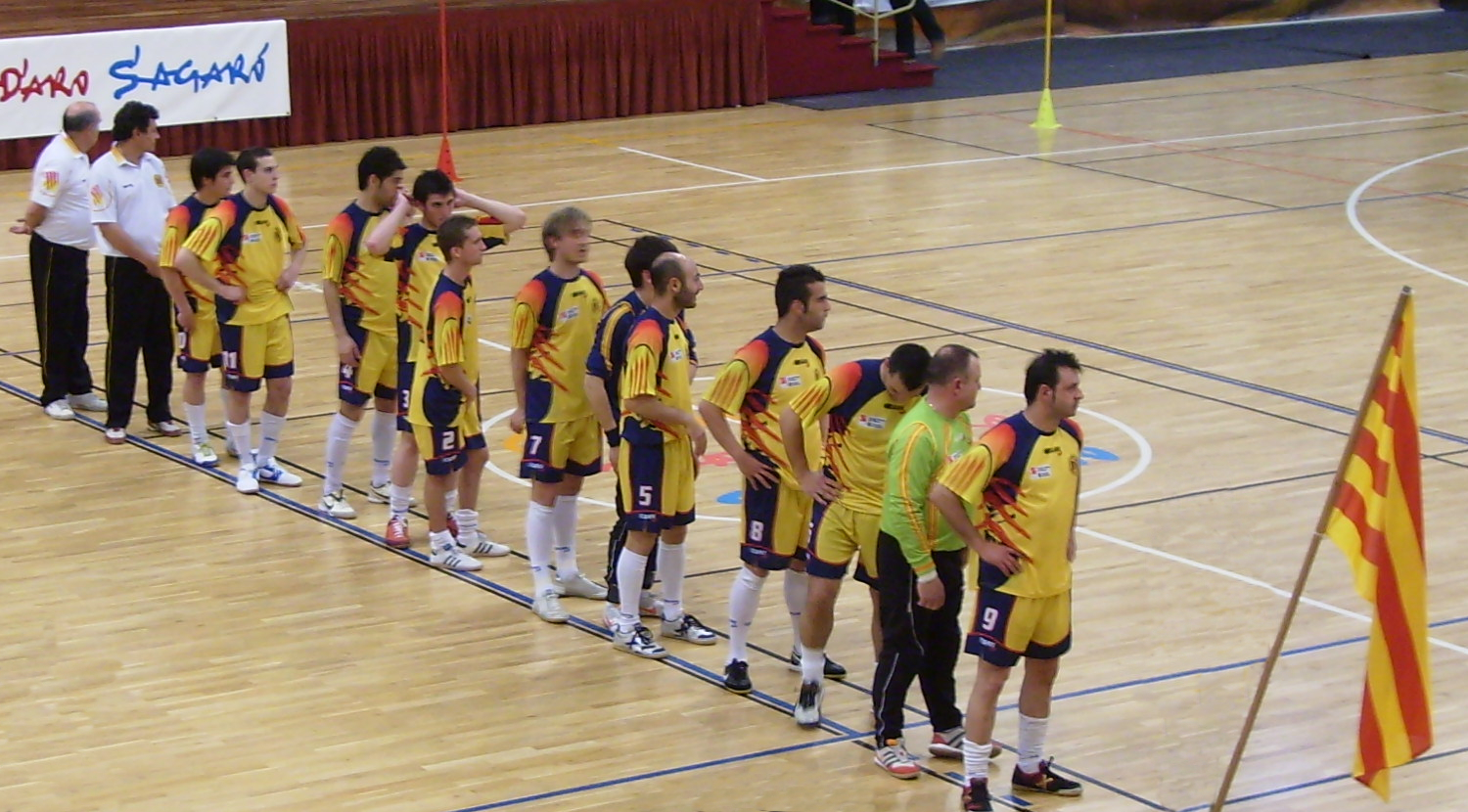
Selecció catalana de futbol sala

La Federació Catalana de Futbol Sala (FCFS) és admesa per la Unió Europea de Futbol Sala (UEFS) a l'assemblea feta a Volgograd (Rússia) durant la celebració del Campionat d'Europa femení, el mes de maig de 2004.
Anteriorment la Federació Catalana de Futbol Sala va haver de recórrer als tribunals per a poder inscriure's com a federació independent de la Federació Catalana de Futbol (FCF), federació que forma part de la FIFA a través de la FEF. L'Associació Mundial de Futsal (AMF) i la FIFA estan enfrontades pel control internacional del futbol sala, ja que la FIFA considera que el futbol sala ha de dependre de la federació de futbol i l'AMF (que existeix abans que la FIFA s'ocupés del futbol sala) considera que és un esport totalment diferent i l'ha de regir una federació pròpia.
El reconeixement per part de l'Associació Mundial de Futsal (AMF) arribà el març de 2006, a l'assemblea feta a l'Argentina.
La selecció catalana femenina debutà al Campionat d'Europa que es va fer a Rússia i la masculina al Campionat d'Europa jugat a Belarús, ambdós disputats l'any 2004.
L'èxit més important va arribar l'any 2008 quan la selecció catalana femenina es va proclamar campiona del món, al Mundial disputat a Reus.
La selecció masculina es va proclamar subcampiona d'Europa l'any 2006, a l'Europeu disputat a Catalunya.
L'any 2007 va participar en la 1a Copa del Món, destacant el fet que en el partit inaugural del torneig va vèncer a la selecció espanyola per un resultat de 5 a 3. En aquest partit es donà l'anècdota de què el combinat representant d'Espanya va haver d'exigir la interpretació del seu himne després que, per error, es fes sonar l'himne anglès. Aquest fet, unit a la tensió de rerefons, va fer que es creés certa polèmica política a l'Estat, que va fer servir tots els mecanismes al seu abast per a impedir aquest partit.
En el mes de setembre d'aquell mateix any la selecció masculina va debutar en un Campionat del Món, assolint la tretzena posició a l'Argentina. L'any 2011 va arribar a quarts de final del Campionat del Món.

#### Futbol australià
La selecció catalana de futbol australià competeix oficialment a nivell internacional en ser reconeguda per la Federació Internacional de Futbol Australià (ARI-Aussie Rules International).
Tot i ser un esport força desconegut a casa nostra, l'any 2002 es va crear la Lliga de Futbol Australià de Catalunya.
El debut internacional es va produir al Campionat d'Europa que es va disputar a Londres el 9 d'octubre de 2005. Catalunya, que juntament amb França va ser l'única selecció que no va alinear cap jugador australià, va sorprendre amb la seva 7a posició final, quan les previsions inicials eren no guanyar cap partit i quedar desens i últims. Posteriorment ha participat en els campionats d'Europa dels anys 2007, 2008 i 2010. A més, l'any 2008 van participar en el Campionat del Món a 9, quedant en segona posició.

#### Raquetbol
El 10 de novembre de 2006 la selecció catalana de raquetbol, depenent de la Federació Catalana d'Esquaix i Raquetbol, fou reconeguda oficialment a nivell internacional, i des d'aleshores competeix en els campionats europeus i mundials amb el nom de Catalunya. A aquest acord, hi van arribar el president de la Federació Catalana d'Esquaix i Raquetbol, Josep Maria Ripoll, el president de la Federació Europea de Raquetbol, Erik Meyer, i el president de l'International Racquetball Federation, Keith D. Calkins. La primera participació de la selecció catalana en un Campionat del Món va ser a Santo Domingo l'agost del 2006 com a membre provisional. Al Campionat d'Europa de raquetbol 2007 Víctor Montserrat es va proclamar campió d'Europa i la selecció catalana masculina va quedar en tercera posició i la femenina en quarta. L'any 2009 la selecció catalana va obtenir el seu major èxit, en proclamar-se campions d'Europa de seleccions masculines i femenines, mentre que Víctor Montserrat i Elisabet Consegal també guanyaven els Campionats d'Europa masculí i femení individuals.

#### Twirling
El 24 de maig de 2007 la Federació Esportiva Catalana de Twirling fou reconeguda per la Confederació Europea de Twirling Baton (CETB) com a membre oficial de ple dret. Aquest fet permet a Catalunya competir a nivell internacional amb delegació pròpia a través de la selecció catalana de twirling baton, ja que fins al moment tot i haver estat reconeguda de forma provisional, havia de competir com a representació espanyola. La primera cita en què s'estrenà la selecció de forma oficial fou el Campionat d'Europa 2007, que es disputà als Països Baixos entre el 4 i el 8 de juliol.

#### Fistbol
L'Associació Fistball Catalunya es va crear l'agost de 2007, essent posteriorment reconeguda internacionalment de manera oficial per l'Associació Internacional de Fistbol (International Fistball Association) l'agost de 2007.
El seu debut en una competició va ser el mes de maig de 2008 en un torneig amistós a Àustria. La primera participació en competició oficial va ser al Campionat d'Europa masculí de 2008 disputat a Alemanya, el mes de juliol de 2008. La selecció femenina va debutar en competició oficial al Campionat d'Europa 2009.

#### BitllesiBowling
El 27 d'octubre de 2007, s'anuncià públicament la incorporació de la Federació Catalana de Bitlles i Bowling com a membre de ple dret de la Federació Internacional de Bowling (FIQ). Cal destacar la rellevància que té aquesta fita, ja que es tracta del primer esport reconegut pel COI en el que la selecció catalana es pot enfrontar a Espanya. El procediment s'inicià el 28 d'agost de 2007 al congrés ordinari de la FIQ a Monterrey (Mèxic) amb el reconeixement de membre provisional, per voluntat del Presídium. Dos dies després, el 30 d'agost, el congrés aprova per unanimitat l'adhesió de la federació catalana com a membre oficial. De manera automàtica va passar a ser membre de la World Tenpin Bowling Association (WTBA) i de la European Tenpin Bowling Federation (ETBF). D'altra banda, al mateix congrés, Joan Ricart i Aguilà, president de la federació catalana, va ser elegit vicepresident primer de la Federació Internacional de Bowling per aclamació, a proposta de les federacions d'Alemanya i Luxemburg.
El 24 d'abril de 2008 el Tribunal d'Arbitratge de l'Esport (TAS) desestimà la reclamació de la Federació Espanyola contra l'acord de reconeixement oficial de la Federació Catalana de Bitlles i Bowling per part de la Federació Internacional, argumentant que la clau jurídica en aquest tipus de fets no la tenen les lleis espanyoles sinó els estatuts de les federacions internacionals.
Un cop superats els diversos obstacles extraesportius la participació catalana oficial es va anar desenvolupant de manera progressiva. Les primeres competicions en les que es va participar van ser a l'europeu de la categoria sènior 2008, el Campionat del Món juvenil 2008 i europeu 2009, la Copa d'Europa de Campions, l'AMF World Cup 2008 i la Mediterranean Challenge Cup 2009.

#### Rugbi XIII

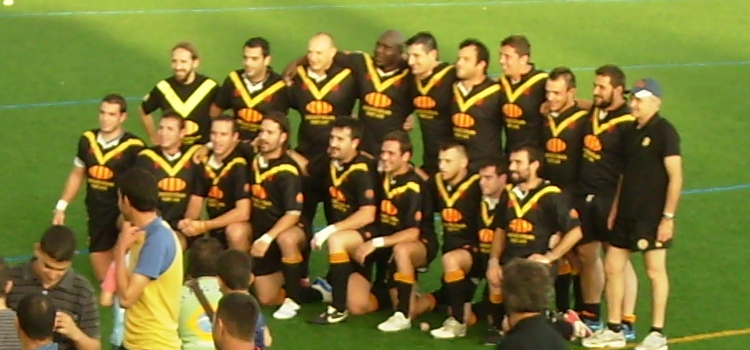
Selecció catalana (2009)

El mes d'agost de 2008 l'Associació Catalana de Rugbi Lliga va ser reconeguda de manera oficial per la Federació Europea de Rugbi Lliga, i va iniciar la primera competició oficial, la Copa Catalunya, que va guanyar el FC Barcelona. A mitjans de 2009 va organitzar la primera lliga universitària i el primer Campionat de Catalunya de rugbi lliga. A nivell internacional, l'Associació va promoure inicialment el debut de la selecció catalana en un partit amb la selecció del Marroc a Perpinyà, i el de la selecció catalana universitària.
El primer campionat oficial on va participar la selecció catalana va ser l'Euro Med Challenge, on va competir amb les seleccions del Marroc i Bèlgica.
El desenvolupament d'aquest esport a Catalunya compta amb el suport i l'experiència dels Dragons Catalans de Perpinyà.

#### Tamborí
La Federació Catalana de Tamborí va ser reconeguda per la Fédération Internationale de Balle au Tambourin l'any 2009. El debut de la selecció catalana va ser l'any 2009 en un torneig organitzat per la Federació Catalana a les instal·lacions de l'INEFC a Barcelona, amb les seleccions italiana, francesa, alemanya i catalana en la categoria masculina, i italiana, francesa, hongaresa i catalana en la femenina. La selecció masculina va aconseguir la tercera posició i la femenina, la quarta.
L'estrena en competició oficial va ser l'any 2011, al primer Campionat d'Europa de seleccions disputat a Gödöllő (Hongria), amb la participació de les seleccions italiana, francesa, alemanya, hongaresa, espanyola i catalana en la categoria masculina i de les seleccions italiana, francesa, alemanya, hongaresa i catalana en la categoria femenina. Les seleccions catalanes masculina i femenina van obtenir la quarta posició.

#### Biketrial
L'Associació Catalana de Biketrial va ser reconeguda per la Unió Internacional de Biketrial (BIU) i l'Associació Europea de Biketrial (EBU) l'agost de 2009.
La selecció catalana ha guanyat el Campionat del Món els anys 2010 (i per Mireia Abant a la categoria femenina), 2011 i 2012.

#### Futvòlei
L'any 2009 es va fundar l'Associació Catalana de Futvòlei i el mes de setembre d'aquell mateix any va obtenir el reconeixement internacional com a membre de la Federació Internacional de Futvòlei. El debut va ser en un torneig disputat al Vendrell amb les seleccions de Brasil, Portugal, Alemanya, França, Espanya i Catalunya, tot i que finalment la selecció espanyola no es va presentar.

#### Touch rugbi
L'Associació Catalana de Touch (ACT) va ser reconeguda per la Federació Internacional de Touch (FIT) el setembre de 2009.
La selecció catalana va debutar a la Copa del Món 2011, disputada a Edimburg (Escòcia), en la categoria mixta oberta, aconseguint la divuitena posició.

#### Dards
La Federació Catalana de Dards va ser admesa a la World Darts Federation el 20 de setembre de 2011 durant l'assemblea prèvia a la disputa del Campionat del Món 2011 a Castlebar, Irlanda, on es va estrenar.
La selecció catalana de dards ha participat a la Copa de Món, Copa d'Europa i a la Copa del Mediterrani.

#### Curses amb raquetes de neu
La Federació d'Entitats Excursionistes de Catalunya va ser admesa a la Federació Internacional de Raquetes de Neu la temporada 2014, i fou vetada en 2017.

#### Tennis platja
l'Associació Beach Tennis Catalunya està afiliada a la Federació Internacional de Beach Tennis des del 2010.

#### Futtennis
l'Associació Fut-Tennis Catalunya estigué afiliada a la Federació Internacional de Futtennis (FIFTA) des de 2009, i en 2010, juntament amb altres països l'abandonà per formar una nova associació internacional, la Union Internationale de Futnet, a la que es va afiliar Espanya en 2017.

#### Ball Esportiu
En 2008, la Federació Catalana de Ball Esportiu fou admesa com a membre de ple dret a la United Country Western Dance Council.

### Seleccions catalanes en procés de reconeixement internacional

#### Patinatge
El 27 de març del 2004 la Federació Catalana de Patinatge va ser reconeguda de forma oficial com a membre independent de ple dret a la Federació Internacional de Patinatge (FIRS), a la reunió del comitè internacional, celebrada a Miami, però aquesta decisió havia de ser ratificada per l'assemblea. A causa de les pressions polítiques de l'Estat espanyol, en l'anomenat Cas Fresno, finalment va denegar la ratificació.
Aquesta decisió va ser posteriorment anul·lada pel Tribunal d'Arbitratge de l'Esport (TAS). El 29 de novembre de 2005, l'assemblea de la FIRS, reunida a Roma, va repetir la votació sobre l'admissió definitiva de la Federació Catalana de Patinatge. L'assemblea extraordinària de Roma de la FIRS va rebutjar per 125 vots a 43 l'admissió com a membre de ple dret de la Federació Catalana de Patinatge perquè el patinatge del país pugui competir internacionalment de manera oficial.
L'any 2004, entre aquestes dues assemblees i essent membre provisional de la FIRS, la selecció catalana va guanyar el Campionat del Món "B" de manera oficial.
El novembre de 2006 la Federació Catalana de Patinatge va ser admesa a la Confederació Sud-americana del Patí com a membre adherit, podent competir des d'aleshores de manera oficial en els campionats organitzats per aquesta confederació, com la Copa Amèrica d'hoquei patins, guanyada per la selecció catalana masculina el juny de 2010 davant la selecció argentina, a la ciutat osonenca de Vic, i per la selecció femenina el novembre de 2011 a Sertãozinho (Brasil).
La selecció catalana també participa habitualment a la Blanes Golden Cup, una competició reconeguda pel Comitè Internacional d'Hoquei sobre patins que ha guanyat en sis ocasions en la categoria masculina i tres en la femenina.

## Quadre de les seleccions catalanes oficials
| Federació catalana | Selecció catalana                   | Federació internacional                          | Data d'adhesió | Millor resultat                                                            |
| ------------------ | ----------------------------------- | ------------------------------------------------ | -------------- | -------------------------------------------------------------------------- |
| Ball esportiu      |                                     | United Country Western Dance Council             |                |                                                                            |
| Biketrial          | Bike trial                          | BIU                                              | 2009           | Campions món (2010 i 2011)                                                 |
| Bitlles i Bowling  | Bowling                             | FIQ                                              | 2007           | Debut el 2008                                                              |
| Curses de muntanya | Curses de muntanya                  | (UIAA) FSA - ISF                                 | 2000           | Campions del Món (2005, 2006, 2007, 2008, 2009, 2010 i 2011)               |
| Dards              | Dards                               | WDF                                              | 2011           |                                                                            |
| Físic-culturisme   | Físic-culturisme                    | UIBBN                                            | 1999-2002      | Camp.Món: Campions (2010) Camp.Europa: 2ns (2002,2004,2006)                |
| Fistbol            | Fistbol                             | International Fistball Association               | 2007           | 6è a l'Europeu                                                             |
| Futbol australià   | Futbol australià                    | ARI                                              | 2005           | Subcampiona 2008                                                           |
| Futbol Sala        | Futbol sala (M) Futbol sala (F)     | AMF                                              | 2004           | Campiones del Món (2008)                                                   |
| Fut-Tennis         | no ha debutat                       | FIFTA                                            | 2009           | no ha debutat en campionat oficial                                         |
| Futvòlei           | Futvòlei                            | FIFV                                             | 2009           | 4rts a l'Open Internacional                                                |
| Patinatge          | Hoquei patins (M) Hoquei patins (F) | CSP (no a la FIRS)                               | Novembre 2006  | Campions Copa Amèrica (2010) Campiones Copa Amèrica (2011)                 |
| Karate             |                                     | Kung-Fu Federation i Confederació Karate         | 2007 i 2008    |                                                                            |
| Korfbal            | Corfbol                             | IKF                                              | 1997/2005      | 4a posició Campionat del Món (2011)                                        |
| Pitch and Putt     | Pitch and putt                      | FIPPA                                            | 2004           | Campions del Món (2004 i 2006)                                             |
| Raquetbol          | Raquetbol                           | IRF                                              | 2006           | Campions i campiones d'Europa (2009)                                       |
| Raquetes de neu    | Raquetes de neu                     | International Amateur Snowshoe Racing Federation | 2014           |                                                                            |
| Rugbi a XIII       | Rugbi a XIII                        | RLEF                                             | Agost 2008     | Participació a la Med Challenge 2009                                       |
| Tamborí            | Tamborí                             | FIBT                                             | 2009           | 4a posició - Campionat d'Europa masc. 4a posició - Campionat d'Europa fem. |
| Tennis platja      | Beach tennis                        | International Federation Beach Tennis            | 2010           |                                                                            |
| Touch rugbi        | Touch rugbi                         | FIT                                              | 2009           | 18a posició - Copa del Món                                                 |
| Twirling           | Twirling                            | CETB                                             | 2007           | 3rs Campionat Europa 2009                                                  |

## Obstacles per a les seleccions esportives catalanes
Els dos principals partits polítics espanyols, PP i PSOE s'han manifestat en diverses ocasions en contra de l'oficialitat de les seleccions esportives catalanes, tant a través del parlament espanyol com a través d'òrgans esportius com el CSD.
A més, a l'article 47, apartat primer, de la llei 10/1999 de l'Esport, que regeix les obligacions dels seleccionats espanyols, es preveuen sancions per a aquells esportistes que es neguin a representar la selecció estatal a nivell esportiu.
El Tribunal d'Arbitratge de l'Esport ha intervingut en dues ocasions amb relació a l'admissió internacional de federacions esportives catalanes. La primera va ser l'anomenat Cas Fresno, en què es va estimar favorablement la demanda de la Federació Catalana de Patinatge, repetint-se la votació de la seva admissió. En el segon cas, respecte a l'admissió de la Federació Catalana de Bitlles i Bowling a la Federació Internacional corresponent, el TAS va emetre una sentència en què deixava clar que són les federacions internacionals i no els estats qui decideixen la seva normativa i que, per tant, la Federació Catalana podia formar part legalment de la Federació Internacional.